# Dora Marsden

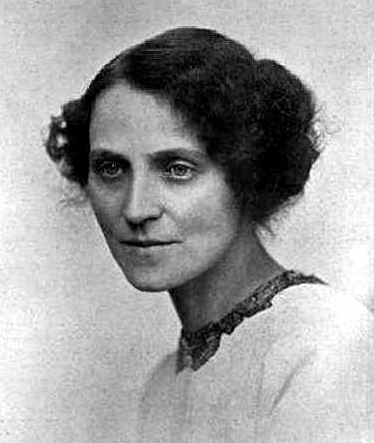
Dora Marsden in 1912

Dora Marsden (* 5. März 1882 in Marsden (England); † 13. Dezember 1960 in Dumfries, Schottland) war Feministin, Autorin avantgardistischer Literatur und egoistische Anarchistin.

## Jugend
Marsden wurde in Marsden nahe Huddersfield, Yorkshire, geboren. 1890 verließ ihr Vater nach wirtschaftlichen Missgriffen seiner Textilfabrik die Familie. Sie begann mit 13 als Nachhilfelehrerin zu arbeiten. Mit 18 besuchte sie für drei Jahre die Universität Manchester und arbeitete anschließend für fünf Jahre als Vollzeitlehrerin. Marsden engagierte sich im Kampf für das Frauenwahlrecht während ihrer Studien. 1909 wurde sie wegen ihrer politischen Aktivität verhaftet und nahm eine Stelle bei der Women’s Social and Political Union an, um sie 1911 wegen Streitigkeiten um die Führung zu verlassen.

## Tätigkeit als Herausgeberin

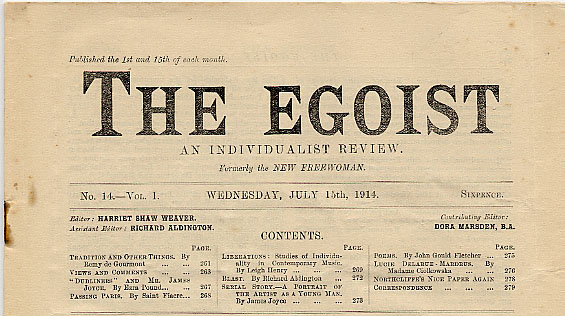
Titelblatt von The Egoist 1914, herausgegeben von Marsden

Marsdens wichtigste kulturelle Arbeit war ab 1911 die Herausgabe dreier Publikationen, wobei die späteren mehr oder minder Fortführungen der ersten sind:
- The Freewoman, November 1911 – Oktober 1912
- The New Freewoman, Juni 1913 – Dezember 1913
- The Egoist, Januar 1914 – Dezember 1919

Die Magazine wurden zumeist unter der Leitung der Autorin Harriet Shaw Weaver veröffentlicht. Während der Zeit bei den Magazinen änderte sich deren Fokus vom Feminismus zum Individualanarchismus.
Die Publikationen erschienen auf hohem Standard und propagierten die modernistische Bewegung. Ezra Pound, T. S. Eliot, D. H. Lawrence, Wyndham Lewis, Herbert Read und James Joyce steuerten Material zu den Periodika bei. Joyce’s Portrait of the Artist as a Young Man wurde zuerst als Serie in The Egoist veröffentlicht.
The Egoist, dessen Titel von Ezra Pound vorgeschlagen worden war, wurde nicht als Ehrung für den philosophischen Egoisten Max Stirner gewählt. Es war eher ein philosophischer Terminus, der zu dieser Zeit in der Luft lag und mit Autoren wie Friedrich Nietzsche und Maurice Barrès verbunden wurde. Als Stirners Buch Der Einzige und sein Eigentum veröffentlicht wurde, wurde es von Marsden nie vollständig kritisiert. Sie gab an, es zu mögen, aber auch in Teilen abzulehnen. Insbesondere teilte sie nicht Stirners Einstellung zu Gott: während Stirner der Ansicht war, dass Gott und andere religiöse Figuren aus dem Äußeren, der Gesellschaft kamen, sagte Marsden, dass die Idee eines höheren Geschöpfes ein inneres Teil der menschlichen Natur sei.

## Marsdens philosophisches Vermächtnis
1920 zog sich Marsden aus der literarischen und philosophischen Szene zurück und verbrachte fünfzehn Jahre in Abgeschiedenheit mit der Erarbeitung ihres Opus magnum, in dem sie Erkenntnisse aus Philosophie, Mathematik, Physik, Biologie und Theologie zusammenführen wollte. Es wurde von Harriet Shaw Weaver in zwei Bänden unter den Titeln The Definition of the Godhead (1928) und Mysteries of Christianity (1930) veröffentlicht.
Diese umfangreiche Arbeit wurde nicht gut aufgenommen, nicht einmal von ihren früheren Unterstützern. Marsden erlitt 1930 einen Nervenzusammenbruch, dessen Folgen 1935 durch den Tod ihrer Mutter noch verstärkt wurden. Schließlich musste sie die letzten 25 Jahre ihres Lebens in einem Heim für psychisch Kranke in Dumfries, Schottland, verbringen.